# محمدهاشم بدری
محمد هاشم بدری (زادهٔ ۱۳۲۵ خمین – درگذشتهٔ ۹ مرداد ۱۴۰۳ اهواز) نقاش و نظامی اهل ایران بود. وی از جانبازان جنگ ایران و عراق و مبتکر سبک نقاشی «بدریسم» بود که در فرانسه به ثبت رسید. کوچهٔ محل زندگی بدری در اهواز در بهمن ماه سال ۱۳۹۶ به نام او ثبت شد. او با تکنیک نوین خود توانست به بیش از ۵۰۰ نابینا نقاشی بیاموزد. آثار او و شاگردانش در بیش از ۵۰ نمایشگاه داخلی و خارجی به نمایش درآمده‌ است.

## زندگی‌نامه
بدری دوران نوجوانی و جوانی خود را به همراه خانواده در شهرستان ماهشهر سپری کرد. وی پس از اتمام تحصیلات و اخذ مدرک دیپلم وارد هوانیروز و پس از گذشت ۶ ماه به نیروی زمینی ارتش منتقل می‌شود. او در سال ۱۳۴۵ از منطقه اصفهان به لشکر ۹۲ زرهی خوزستان منتقل شده و چون شناگر بود و کارت نجات غریق داشت، مربی باشگاه افسران شد. بدری همچنین موفق شد دوره فرماندهی تانک «چیفتن» را با موفقیت پشت سر بگذارد و در آغاز جنگ به عنوان فرمانده تانک‌های چیفتن در مناطق مرزی حضور داشته باشد.

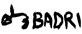

## سبک بدریسم
بدری پس از اینکه از بیمارستان شیراز برای معالجه به تهران رفت و بعد به اهواز بازگشت، زمانی که در منزل استراحت می‌کرد، از درد پا و بدن به شدت در رنج بود و نمی‌توانست حرکت کند. در این حال بود که تکنیک بدریسیم را پیاده کرد. روزی با کاردک روی کاغذ کشید، استوانه‌ای شکل گرفت و بعد استوانه‌ها را شبیه به تنه‌های درخت درآورد.
البته بدری پیش از جانبازی با رنگ روغن و قلم موی معمولی کار می‌کرد. بعد از جنگ و پس از دوران جانبازی سکون او در کارگاه نقاشی‌اش باعث شد که سرانجام در سال ۱۹۹۴ این سبک را در فرانسه به ثبت برساند.

## سوابق
گذری کوتاه بر زندگی هنری محمد هاشم بدری:
1- عضو انجمن آزاد نقاشان فرانسه
2- رتبه اول مسابقات نقاشی فرانسه ( 1998 )
3- رتبه اول مسابقات نقاشی فرانسه ( 2004 )
4- رتبه اول مسابقات نقاشی فرانسه ( 2004 )
5- هنرمند برتر صنایع دستی ایران از نظر مردم اهواز ( 1384 )
6- مبترک تکنیک ( کاردک ) در نقاشی بنام ( بدریسم ) در کشور فرانسه ( 1985 )
7- مبتکر آموزش نقاشی به نابینایان  ( 1998 )
8- برپایی 50 نمایشگاه نقاشی در داخل و خارج از کشور